# Edoner
Die Edoner (auch Edonen, Edoni, altgriechisch Ἤδωνες Ḗdōnes oder Ἠδῶνες Ēdṓnes) waren ein thrakischer Volksstamm, der seinen ursprünglichen Wohnsitz in Mygdonien hatte, zwischen den Flüssen Axios und Strymon, in der heutigen Präfektur Thessaloniki. Lykurg war ein mythischer König der Edonen.

## Geschichte
Die Edonen wurden aus Mygdonien von Aklexandros, Sohn des Perdikkas II., und seinen argivischen Vorfahren vertrieben und ließen sich im unteren Strymontal, südwestlich des Pangaion, nieder. Damit waren sie in antiker Zeit die unmittelbaren westlichen Nachbarn der thasischen Peraia. Herodot berichtet, dass Xerxes sie im östlichen Strymonbereich antraf. Bei den ersten Versuchen der Athener, eine Kolonie im Strymon-Delta bei Eion zu gründen, war es dem persischen Heer unter Megabazos 513/512 v. Chr. gelungen, die Edoner mühelos zu unterwerfen. Megabazos warnte Dareios, dem Histaios zu erlauben, eine Stadt im Edoner-Land zu gründen. Aristagoras, Sohn des Histaios, wurde in der Gegend von Myrkinos von Edonern erschlagen. Der ungehinderte Durchzug des persischen Heeres unter Xerxes durch das Land der Edoner wurde durch die vorherigen Unternehmungen des Mardonios sichergestellt. Obwohl sich die persische Macht über die thrakischen Stämme gefestigt hatte, leisteten sie einige Jahre später heftigen Widerstand gegen die Athener, zuerst als es Kimon 470/469 v. Chr. gelang, das persisch besetzte, thrakische Eion zu unterjochen und weiter ins thrakische Binnenland einzudringen, um dort thrakische Dörfer zu plündern, und dann 469/468 v. Chr., als die Athener nach den Perserkriegen versuchten, sich östlich der Strymon-Mündung niederzulassen und 465/464 v. Chr. beim Vordringen ins Binnenland der Thraker von den Edonern am Drabeskos-Fluss unter großen Verlusten zurückgeschlagen wurden. Die antiken Städte der Amphipolis mit der Hafenstadt Eion, Drabeskos und Myrkinos sind Zeugen edonischer Kultur.